# Boubakar Kouyaté
Boubakar Kouyaté (Bamako, 15 de abril de 1997), también conocido como Kiki Kouyaté, es un futbolista maliense que juega de defensa en el Royal Antwerp F. C. de la Primera División de Bélgica. Es internacional con la selección de fútbol de Malí.

## Trayectoria
Kouyaté comenzó su carrera deportiva en el EFC Medine Bamako de su país, en 2013, y en 2015 se marchó al Kawkab Marrakech marroquí.
Un año después dio el salto al fútbol portugués, después de su fichaje por el filial del Sporting de Lisboa. El 26 de agosto de 2016 debutó con el filial del Sporting, en un partido de la Segunda División de Portugal frente al Varzim S. C.

### Francia
En enero de 2019 fichó por el E. S. Troyes A. C. de la Ligue 2, equipo con el que disputó 30 partidos y marcó 6 goles.
En 2020 fichó por el F. C. Metz de la Ligue 1, hasta el año 2024.

## Selección nacional
Kouyaté fue internacional sub-20 con la selección de fútbol de Malí antes de convertirse en internacional absoluto el 26 de marzo de 2019, en un partido amistoso frente a la selección de fútbol de Senegal.

## Clubes
| Club                   | País      | Año       |
| ---------------------- | --------- | --------- |
| EFC Medine Bamako      | Mali      | 2013-2015 |
| Kawkab Marrakech       | Marruecos | 2015-2016 |
| Sporting de Lisboa "B" | Portugal  | 2016-2019 |
| E. S. Troyes A. C.     | Francia   | 2019-2020 |
| F. C. Metz             | Francia   | 2020-2023 |
| Montpellier H. S. C.   | Francia   | 2023-2025 |
| Royal Antwerp F. C.    | Bélgica   | 2025-act. |